# Kusmi
Kusmi (nep. कुस्मीशेरा) – gaun wikas samiti w zachodniej części Nepalu w strefie Dhawalagiri w dystrykcie Baglung. Według nepalskiego spisu powszechnego z 2011 roku liczył on 818 gospodarstw domowych i 3244 mieszkańców (1823 kobiety i 1421 mężczyzn).